# Roxy Deville
Roxy DeVille, née Katie Lynn Avola, est une actrice pornographique américaine, née dans l'Indiana le 8 novembre 1982. Elle commence sa carrière à l'âge de 23 ans en 2005, et a depuis joué dans plus de 220 films. Elle a pour particularité de refuser tout rapport anal dans ses films.

## Filmographie succincte
- 2005 Babes Illustrated 16
- 2006 Reform School Girls 1
- 2007 No Man's Land Girlbang
- 2007 Four Finger Club 23
- 2008 Women Seeking Women 40
- 2008 Women Seeking Women 41
- 2008 Women Seeking Women 49
- 2008 Girlvana 4
- 2009 Belladonna: Fetish Fanatic 7
- 2010 No Man's Land: Girls in Love 4
- 2011 Crazy for Pussy 4
- 2012 Lip Smacking Good
- 2013 Sit Your Ass On My Mouth
- 2014 Hot Cherry Pies 8
- 2015 Jesse's Sex Parties

## Récompenses
- XRCO Awards en 2008 avec le film Unsung Siren[2]
- CAVR Award en 2009 avec le film BTS of Year[3]